# Maculonaclia lambertoni
Maculonaclia lambertoni är en fjärilsart som beskrevs av Griveaud 1964. Maculonaclia lambertoni ingår i släktet Maculonaclia och familjen björnspinnare. Inga underarter finns listade i Catalogue of Life.